# Israël Ori
Israël Ori (en arménien Իսրաել Օրի / Իսրայէլ Օրի ; 1658 à Sisian, 1711 à Astrakhan) est une figure éminente du mouvement national de libération du peuple arménien contre la domination de l'Empire ottoman et de la Perse. Il a été rendu célèbre par la propagande soviétique, qui a voulu voir en lui un messager du peuple arménien venant justifier l’expansionnisme de l'empire russe.

## Biographie
Israël Ori est le fils cadet d’Israël (mort en 1678), mélik de Zangézour en Siounie. Après la mort de son père, il entreprend un long périple afin d’intéresser les puissances européennes au sort de l’Arménie.
En 1678, le Catholicos Jacob IV de Djoulfa part d'Etchmiadzin pour Rome, dans le but de demander au pape l'intervention des puissances chrétiennes d'Europe en Arménie, en échange de quoi il serait prêt à placer l'Église arménienne dans l’obédience romaine. Il meurt en chemin à Constantinople en 1680 et la délégation regagne l'Arménie à l'exception d'Israel Ori.
Parti d'Istanbul, il se rend à Venise et gagne la France où il s'engage dans l’armée du roi (1688-1695). Fait prisonnier par les Anglais, puis relâché, il se rend en Allemagne à Düsseldorf auprès de Jean-Guillaume de Neubourg-Wittelsbach, prince-électeur du Palatinat, auquel il promet la couronne d'Arménie s'il parvient à libérer le pays. Le prince, étonné de sa démarche, le prie de retourner en Arménie, de se faire confirmer sa proposition par les méliks et de l'informer des forces dont ceux-ci peuvent disposer. Rentré chez lui en 1699, Ori apprend que le nouveau Catholicos Nahapet d'Édesse (1695-1705) et Simon IV, Catholicos d'Albanie du Caucase (1675-1701), refusent la soumission à Rome.
Israël Ori n'obtient finalement l'assentiment que de Minas Tigranian, supérieur du monastère de Saint-Jacques, et des méliks. Il repart pour Rome avec une lettre adressée au Pape Innocent XII puis gagne le Palatinat. Le prince-électeur lui conseille de s'adresser à l'empereur Léopold Ier. Celui-ci lui déclare qu'il ne peut être intéressé par cette affaire sans l'appui de la Russie. Ori part à Saint-Pétersbourg, et se présente à Pierre le Grand (1700). Le tsar, enchanté du projet, promet de faire une expédition en Arménie et en Géorgie contre les Turcs et les Perses. Mais la Grande guerre du Nord l'empêche de la réaliser avant 1722.
Israël Ori entre néanmoins au service du tsar et, en 1708/1709, il conduit une mission diplomatique à Ispahan en Perse. Il meurt en regagnant Saint-Pétersbourg en août 1711 à Astrakhan.